# Paragominas (microregio)
Paragominas is een van de 22 microregio's van de Braziliaanse deelstaat Pará. Zij ligt in de mesoregio Sudeste Paraense en grenst aan de microregio's Guamá, Marabá, Tucuruí, Gurupi (MA) en Imperatriz (MA). De microregio heeft een oppervlakte van ca. 48.377 km². In 2006 werd het inwoneraantal geschat op 266.570.
Zeven gemeenten behoren tot deze microregio:
- Abel Figueiredo
- Bom Jesus do Tocantins
- Dom Eliseu
- Goianésia do Pará
- Paragominas
- Rondon do Pará
- Ulianópolis

Mesoregio's: Baixo Amazonas · Marajó · Metropolitana de Belém · Nordeste Paraense · Sudeste Paraense · Sudoeste Paraense

Microregio's: Almerim · Altamira · Arari · Belém · Bragantina · Cametá · Castanhal · Conceição do Araguaia · Furos de Breves · Guamá · Itaituba · Marabá · Óbidos · Paragominas · Parauapebas · Portel · Redenção · Salgado · Santarém · São Félix do Xingu · Tomé-Açu · Tucuruí